# Ardal
Pour les articles homonymes, voir Ardal (homonymie).
La ville d'Ardal (persan : اردل) est le chef-lieu du district central situé dans la préfecture d'Ardal dans la province du Tchaharmahal-et-Bakhtiari en Iran, à environ 95 km au sud-ouest de Shahrekord. 

## Population
La population y est essentiellement constituée de Lors bakhtiaris sédentarisés. Lors du recensement de 2006, la population de la ville était de 8 162 habitants répartis dans 1 767 familles. 